# 休斯維爾 (馬里蘭州)
休斯維爾（英語：Hughesville）是一個位於美國馬里蘭州查爾斯縣的普查規定居民點。

## 人口
根據2020年美國人口普查的數據，休斯維爾的面積為29.08平方千米，當中陸地面積為28.88平方千米，而水域面積為0.20平方千米。當地共有人口2438人，而人口密度為每平方千米84人。